# Panicum bechuanense
Panicum bechuanense là một loài thực vật có hoa trong họ Hòa thảo. Loài này được Bremek. & Oberm. mô tả khoa học đầu tiên năm 1935.